# Jenynsia darwini
Jenynsia darwini es una especie de pez del género Jenynsia, perteneciente a la familia de los anabléptidos. Se distribuye en biotopos salobres tropicales en el centro-este de Sudamérica. 

## Taxonomía
Esta especie fue descrita originalmente en el año 2018 por el ictiólogo Pedro Fasura Amorim.
Localidad tipo
La localidad tipo referida es: “laguna de Garça, en las coordenadas: 22°12′38″S 41°28′51″O / -22.21056, -41.48083, municipio de Quissamã, estado de Río de Janeiro, Brasil”.
Holotipo
El ejemplar holotipo designado es el catalogado como: UFRJ 11063; se trata de una hembra adulta, la cual midió  40,8 mm de longitud estándar. Fue capturada por W. E. J. M. Costa, B. B. Costa y C. P. Bove, el 8 de diciembre de 2006. Se encuentra depositada en la colección de ictiología del Instituto de Biología de la Universidad Federal de Río de Janeiro (UFRJ), ubicada en la ciudad brasileña homónima.
Etimología
Etimológicamente, el término genérico Jenynsia rinde honor al apellido del naturalista inglés Leonard Jenyns. El epíteto específico darwini es un epónimo que refiere al apellido de la persona a quien fue dedicada, el naturalista inglés Charles Robert Darwin, quien fuera el primer científico en capturar ejemplares del género Jenynsia durante su célebre viaje alrededor del mundo, a bordo del bergantín HMS Beagle.

## Caracterización y relaciones filogenéticas
Mediante el análisis filogenético del género Jenynsia basado en caracteres morfológicos se determinó que Jenynsia darwini pertenece al subgénero Jenynsia. El descubrimiento de esta especie críptica ocurrió al analizarse las divisiones taxonómicas dentro del “complejo de especies Jenynsia lineata” utilizando tres métodos diferentes de delimitación de especies.
Jenynsia darwini se distingue de todos sus congéneres por tener una combinación única de estados de carácter, que incluye la forma del hueso postcleithrum dorsal (tres veces más alto que ancho contra menos de dos veces más alto que ancho) y el patrón de coloración de la hembra en la mitad del pedúnculo caudal, con filas de cromatóforos segmentados en puntos no alineados (contra manchas alineadas formando líneas). Respecto a J. lineata también difiere al tener 26 sustituciones de nucleótidos en el gen mitocondrial citocromo c oxidasa I.

## Distribución y hábitat
Jenynsia darwini es endémica del nordeste del estado de Río de Janeiro (Brasil), distribuyéndose en áreas del litoral marítimo ubicadas entre la laguna Grussaí por el norte y la laguna Imboassíca por el sur. Habita principalmente lagunas de agua salobre situadas en bancos de arena. Esta especie convive en los mismos biotopos con otros dos Cyprinodontiformes: Phalloptychus januarius y Poecilia vivipara.